# Çamardı
Çamardı ist eine Stadt und Hauptort des gleichnamigen Landkreises (İlçe) in der zentralanatolischen Provinz Niğde. Die Stadt liegt etwa 35 Kilometer südöstlich der Provinzhauptstadt Niğde an einem Nebenfluss des Ecemis Çayı. Çamardı wurde laut Stadtsiegel 1926 zu einer Gemeinde (Belediye) erhoben.
Der Landkreis liegt im Osten der Provinz und grenzt an den zentralen Landkreis (Merkez) im Nordwesten, den Kreis Bor im Westen und den Kreis Ulukışla im Südwesten. Im Osten bildet die Provinz Kayseri eine Grenze, im Süden die Provinz Adana.
Im Osten des Kreises liegen die Aladağlar mit Höhen von über 3.000 Metern, im Westen der 2.703 Meter hohe Pozantı Dağı.
Der Kreis wurde 1948 aus dem zentralen Landkreis (Niğde Merkez İlçesi) der Hauptstadt gebildet durch Abtrennung des Bucak Maden (Gesetz Nr. 5071). Ende 2020 besteht der Kreis neben der Kreisstadt aus 21 Dörfern (Köy) mit durchschnittlich 417 Bewohnern. Burç (1.222), Bademdere (1.103) und Yelatan (956 Einw.) sind die größten Dörfer. Acht Dörfer liegen mit ihrer Einwohnerzahl über dem Durchschnittswert, zwei haben weniger als 100 Einwohner. Mit 10,6 Einw. je km² hat der Kreis die niedrigste Bevölkerungsdichte aller sechs Kreise der Provinz, der Provinzwert zum Vergleich: 50,0. Der Verstädterungsgrad ist mit 29,3 % sehr niedrig.

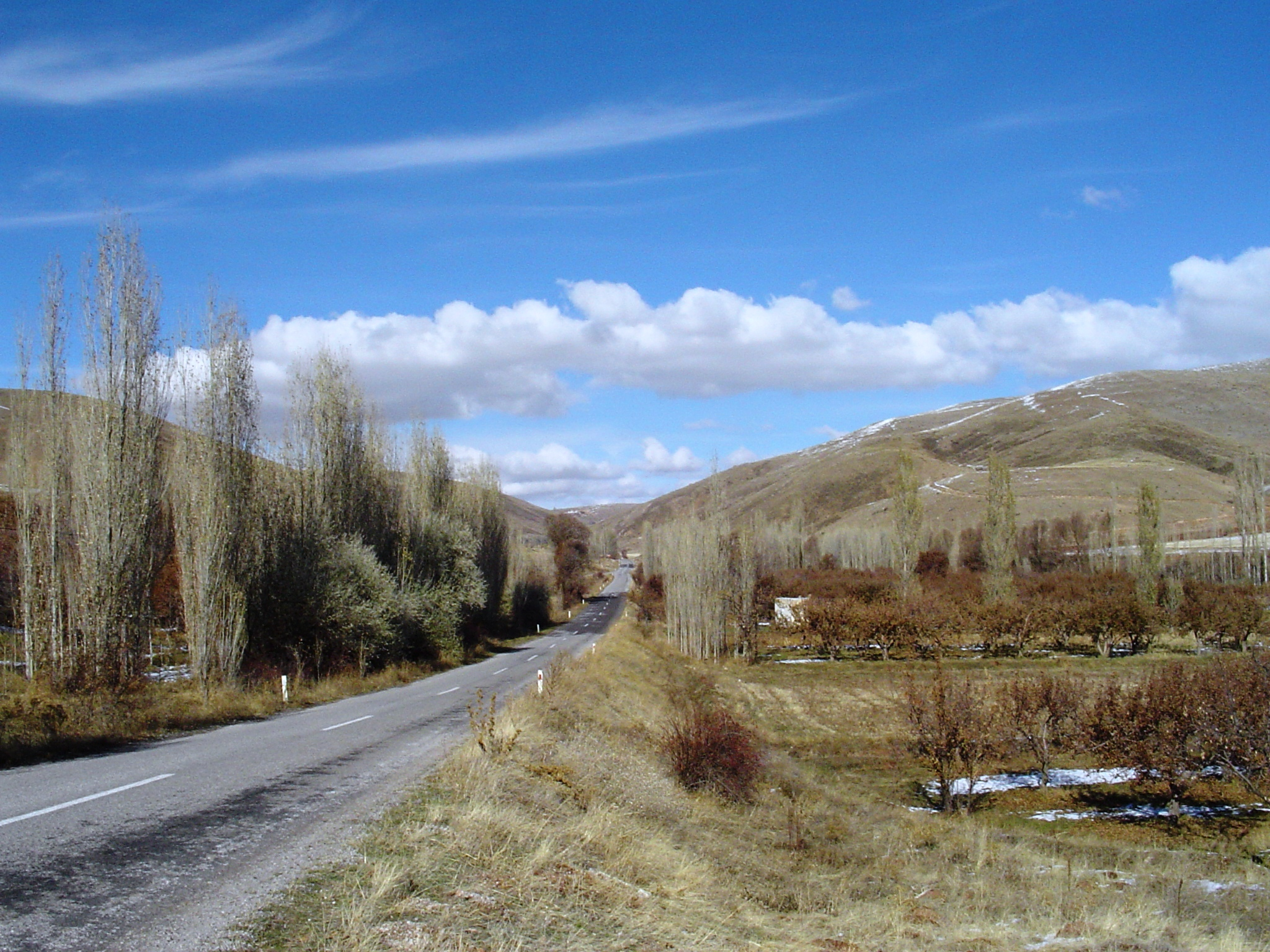
Landschaft bei Çamardı